# Kongos
Kongos (in Eigenschreibweise KONGOS) ist eine südafrikanische Band, die dem Alternative Rock zuzuordnen ist. Sie besteht aus den vier Brüdern Dylan, Daniel, Jesse und Johnny Kongos, die wiederum die Söhne von John Kongos sind, einem südafrikanischen Sänger und Songwriter.

## Geschichte
Drei der vier Brüder kamen in London zur Welt, John Joseph Kongos, Jesse Kongos und Dylan Lee Kongos, ehe die Familie nach Johannesburg zog, in die Heimat des Vaters. Ihr Vater ist John Kongos, ein südafrikanischer Musiker griechischer Herkunft, der in den frühen 1970er Jahren einige Erfolge in europäischen und amerikanischen Charts erzielte. Die Mutter ist Shelley Kongos, eine Schmuckdesignerin aus den USA. In Südafrika wurde der jüngste Sohn, Daniel Kongos geboren; die vier besuchten in der Folge die Saheti School in Johannesburg. Nach acht Jahren in Südafrika zog die Familie in die Vereinigten Staaten nach Phoenix, Arizona, in die Heimatstadt der Mutter.
2011 veröffentlichte Kongos ihr Debütalbum Lunatic in Südafrika, wovon sich die Singles I’m Only Joking und Come with Me Now als großer Erfolg erwiesen und sich in den Charts platzierten. In den Vereinigten Staaten veröffentlichte die Band Lunatic im Oktober 2013 auf eigene Kosten, ehe sie im Januar 2014 von Epic Records unter Vertrag genommen wurden und das Album wiederveröffentlicht wurde. In der Folge erfuhr die Band größere Aufmerksamkeit in den USA, wozu vor allem die Single Come with Me Now beitrug, die Platz eins der Billboard Top 100 Alternative erreichte. Zudem wurde die Single in verschiedenen Werbespots, Trailern sowie in den Filmen Holy Motors und The Expendables 3 und im Spiel Borderlands verwendet.
2014 spielte Kongos auf diversen Festivals und waren mit den Kings of Leon auf Tour.

## Diskografie

### Studioalben
- Kongos (2007)
- Lunatic (2012)
- Egomaniac (2016)
- 1929, Pt. 1 (2019)
- 1929, Pt. 2 (2019)
- Flash Flood (2022)
- 1929, Pt. 3 (2022)

### Singles (Auswahl)
- I’m Only Joking (2011)
- Come with Me Now (2011)
- I Want to Know (2012)
- Escape (2012)
- Sex on the Radio (2012)
- Take It From Me (2016)

## Auszeichnungen für Musikverkäufe
| Silberne Schallplatte - Vereinigtes Königreich - 2020: für die Single Come with Me Now Platin-Schallplatte - Neuseeland - 2022: für die Single Come with Me Now | 2× Platin-Schallplatte - Kanada - 2014: für die Single Come with Me Now |

Anmerkung: Auszeichnungen in Ländern aus den Charttabellen bzw. Chartboxen sind in ebendiesen zu finden.
| Land/RegionAuszeichnungen für Musikverkäufe (Land/Region, Auszeichnungen, Verkäufe, Quellen) | Silber  | Gold | Platin     | Verkäufe  | Quellen          |
| -------------------------------------------------------------------------------------------- | ------- | ---- | ---------- | --------- | ---------------- |
| Kanada (MC)                                                                                  | —       | —    | 2× Platin2 | 160.000   | musiccanada.com  |
| Neuseeland (RMNZ)                                                                            | —       | —    | Platin1    | 30.000    | radioscope.co.nz |
| Vereinigte Staaten (RIAA)                                                                    | —       | —    | 2× Platin2 | 2.000.000 | riaa.com         |
| Vereinigtes Königreich (BPI)                                                                 | Silber1 | —    | —          | 200.000   | bpi.co.uk        |
| Insgesamt                                                                                    | Silber1 | —    | 5× Platin5 |           |                  |

## Galerie

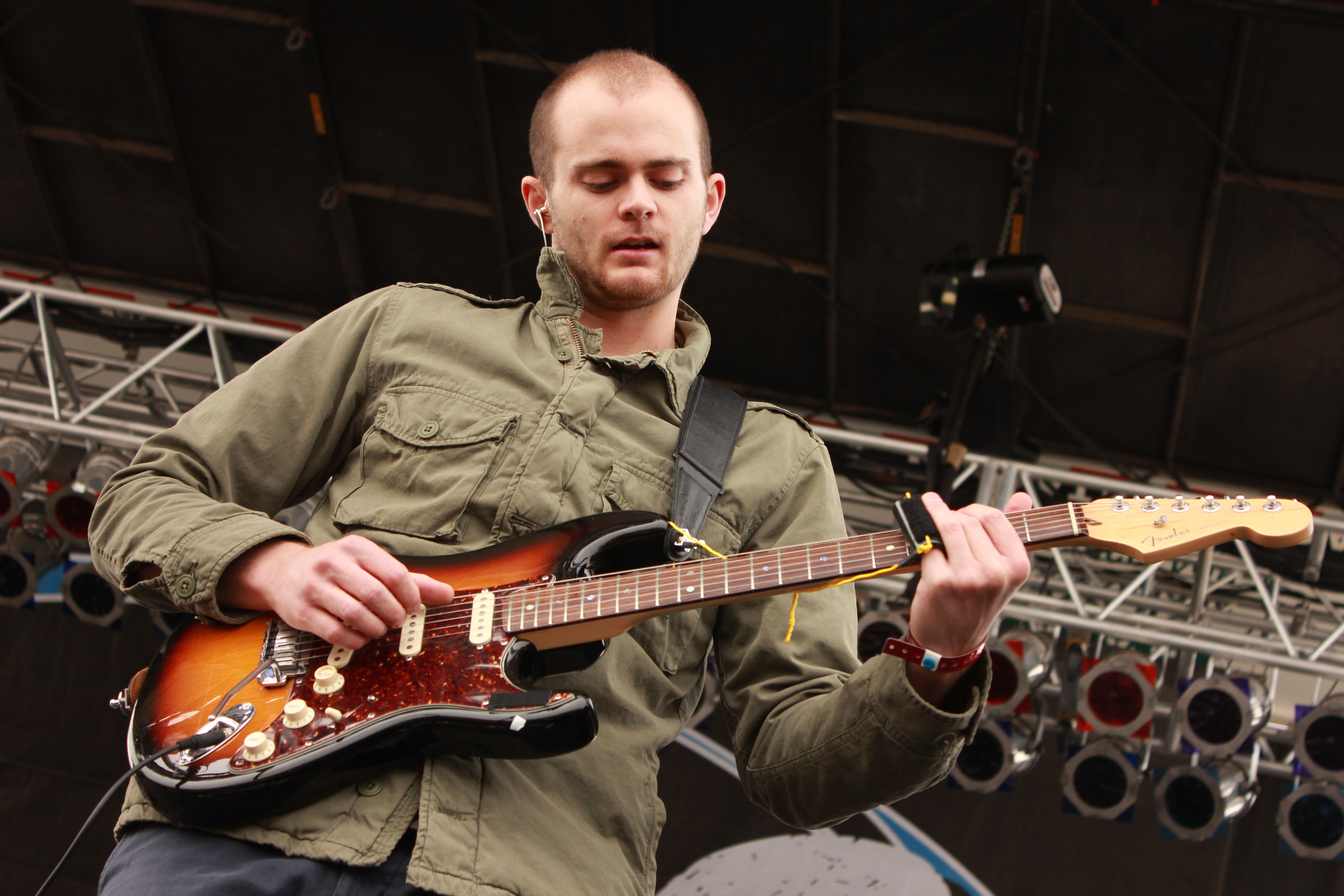
Daniel Kongos
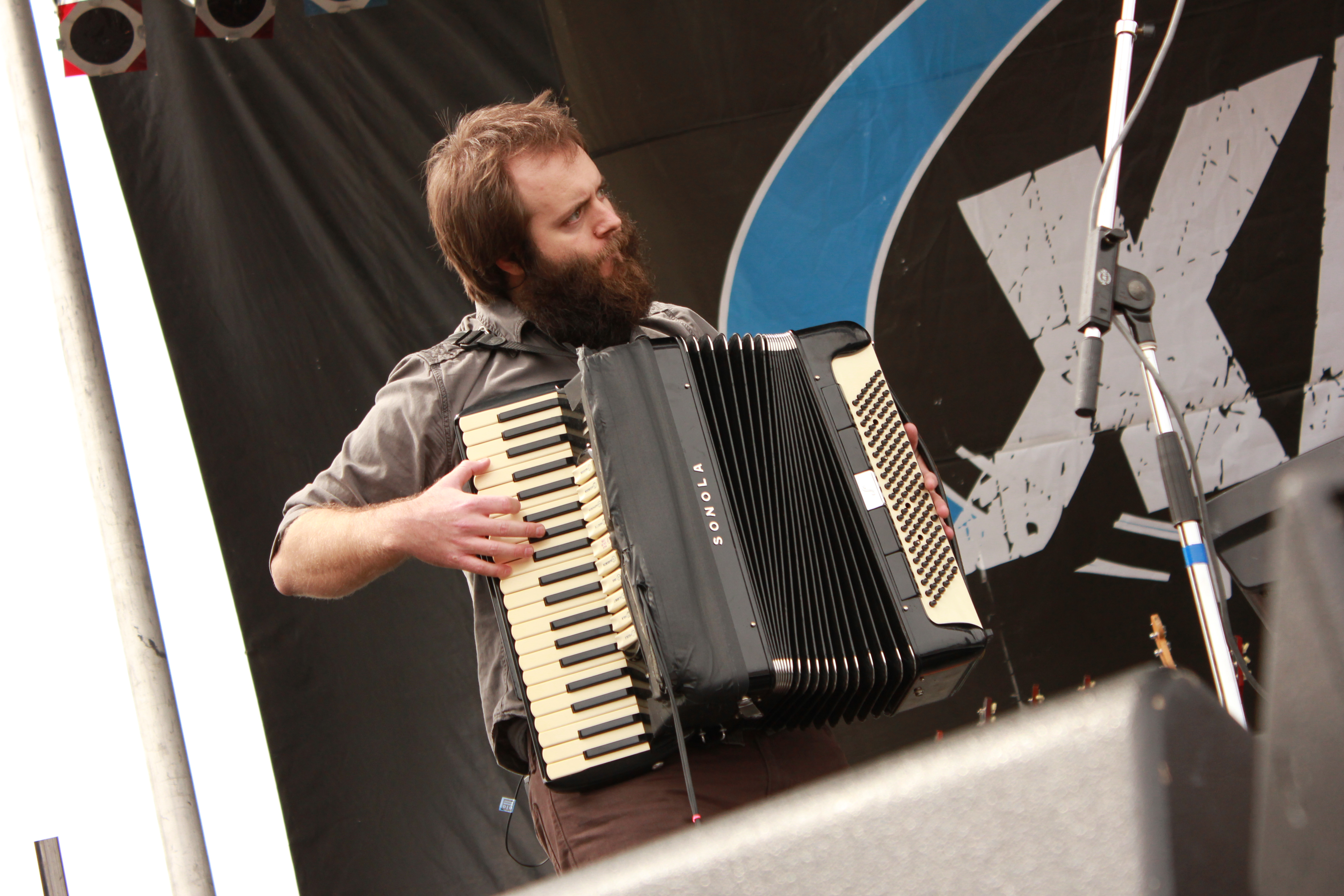
Johnny Kongos
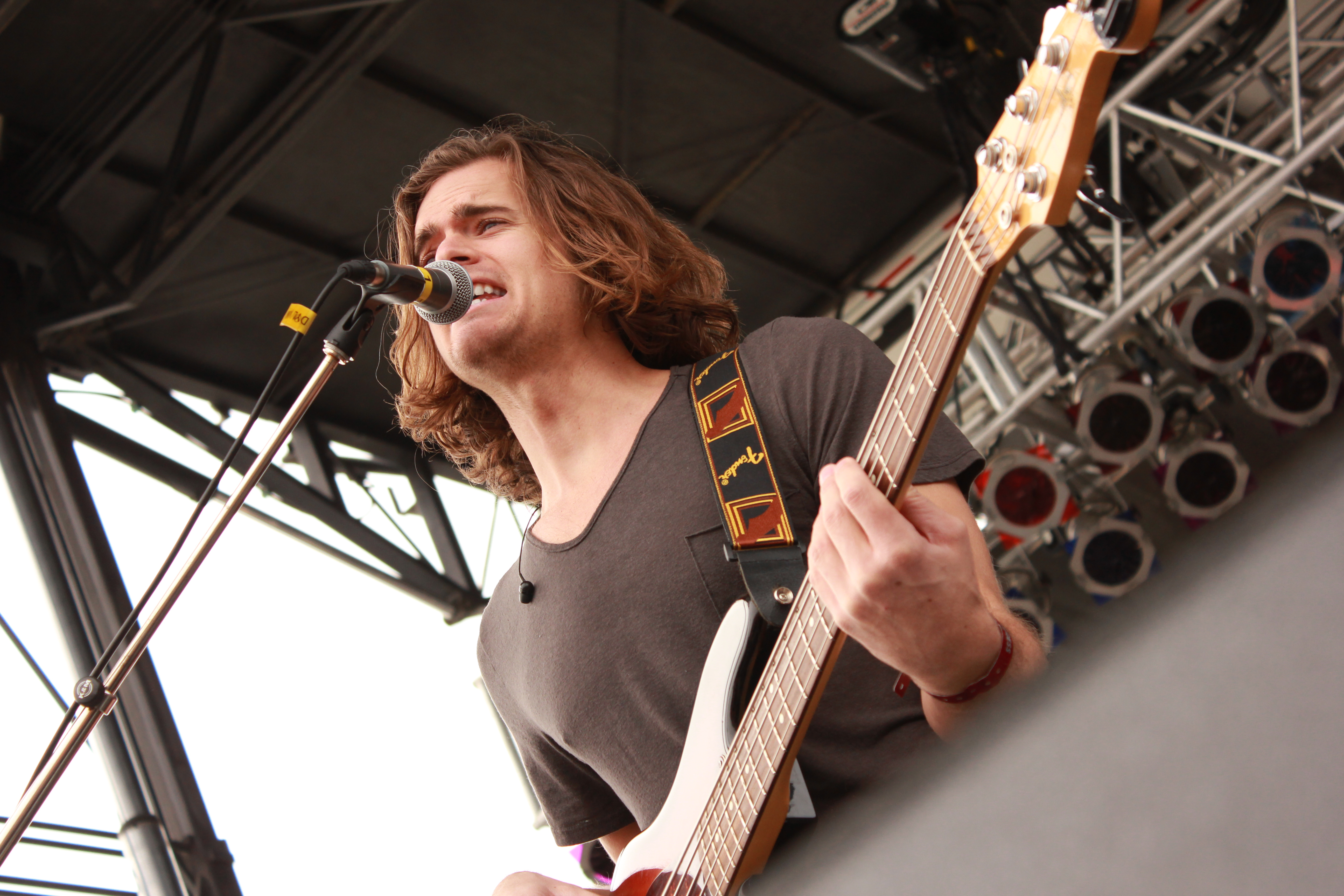
Dylan Kongos

## Trivia
Die Band weist ausdrücklich darauf hin, dass es nicht The Kongos heißt, sodass eine Bezeichnung mit Artikel (die Kongos) falsch wäre.